# Puliciphora hirta
Puliciphora hirta är en tvåvingeart som först beskrevs av Schmitz 1951.  Puliciphora hirta ingår i släktet Puliciphora och familjen puckelflugor. Inga underarter finns listade i Catalogue of Life.